# Кавн
Кавн (др.-греч. Καΰνος) — сын Милета, легендарного основателя малоазиатского города того же имени, а также Кианеи (или Идофеи). Брат-близнец Библиды.

## Биография
Известна, особенно из Овидия, история преступной любви к Кавну его сестры Библиды. В него влюбилась сестра Библида и написала о своих чувствах, но он отверг её, бежал на чужбину и основал соименный ему город.
Согласно Никенету, Кавн, напротив, сам был безнадёжно влюблён в свою сестру — и, опять же, бежал из родных мест в Ликию (в данном случае: чтобы не обнаружить страсть) и основал там город Кавн. Библида же впала в тоску и покончила с собой. По некоторым сведениям, город своего имени он основал в Карии, на самой границе с Ликией. А впоследствии на дочери Кавна женился Лирк, сын Форонея.
У древних существовало выражение «кавновская любовь», которой называлось преступное или противоестественное половое влечение.
Согласно Нонну Панополитанскому, Кавн — брат Милета, карийский полководец в индийском походе Диониса.